# Mi (kana)
A hiragana み, katakana ミ, Hepburn-átírással: mi, magyaros átírással: mi japán kana. A hiragana a 美 kandzsiból származik, a katakana pedig a 三 kandzsiból. A godzsúonban (a kanák sorrendje, kb. „ábécérend”) a 32. helyen áll. Dakutennel és handakutennel képzett alakja nincs.
|          | Hepburn és magyaros | Hiragana (Unicode) | Katakana    |
| -------- | ------------------- | ------------------ | ----------- |
| Alapalak | mi                  | み (U+307F)        | ミ (U+30DF) |

## Vonássorrend
|  |  |
|  |  |